# Elmstone
Elmstone är en by i civil parish Preston, i distriktet Dover, i grevskapet Kent, i England. Byn är belägen 11 km från Canterbury. Elmstone var en civil parish fram till 1935 när blev den en del av Preston och Wingham. Civil parish hade 117 invånare år 1931. Byn nämndes i Domedagsboken (Domesday Book) år 1086, och kallades då Aelvetone.